# Avakpa-Tokpa
Avakpa-Tokpa  est un quartier du 3e arrondissement de la commune de Porto-Novo localisé dans le département de l’Ouémé au sud-Est du Bénin

## Histoire et toponymie

### Histoire
Avakpa-Tokpa devient officiellement un quartier du 4e arrondissement de la commune de Porto-Novo à la suite de la loi N° 2015-01 du 6 mars 2015 modifiant et complétant la loi N° 2013-05 du 27 mai 2013 portant création, organisation, attribution et fonctionnement des unités administratives locales en république du Bénin,,,.

## Population
Selon le recensement général de la population et de l'Habitation, de 2013 conduit par l'institut national de la statistique et de l'analyse économique (INSAE), Avakpa-Tokpa compte 2483 habitants.